# Guðmundur Þórarinsson
Guðmundur Þórarinsson (født 15. april 1992) er en islandsk fodboldspiller, der spiller for IFK Norrköping som midtbanespiller.

## Titler

### Klub
Selfoss
- 1. deild (1): 2009[1]

Rosenborg
- Tippeligaen (1): 2016[2][3]
- NM i fotball for menn (1): 2016